# Эль-Хаддауи, Мустафа
Мустафа Эль-Хаддауи (араб. مصطفى الحداوي‎; род. 28 июля 1961, Касабланка, Касабланка) — марокканский футболист, выступавший на позиции полузащитника за сборную Марокко.

## Клубная карьера
Мустафа Эль-Хаддауи начинал свою карьеру футболиста в марокканском клубе «Раджа Касабланка». В 1985 году он перешёл в швейцарскую «Лозанну». 7 августа того же года полузащитник дебютировал в швейцарской Национальной лиге А, выйдя в основном составе в домашнем поединке против «Ла-Шо-де-Фона». Спустя три недели Эль-Хаддауи забил свой первый гол в лиге, отметившись в домашней игре с командой «Янг Бойз».
Летом 1987 года марокканец стал футболистом французского «Сент-Этьена». 1 августа того же года Эль-Хаддауи забил свой первый гол во французском Дивизионе 1, сравняв счёт в домашнем матче с «Нантом».
В 1988 году Мустафа Эль-Хаддауи перешёл в «Ниццу», в 1990 году — в «Ланс», а в 1993 году — в «Анже». С последним по итогам сезона 1993/94 он вылетел в Дивизион 2. В 1996 году марроканец отправился на далёкий Реюньон, где выступал за местный «Жанну д’Арк» и вскоре завершил свою игровую карьеру.

## Карьера в сборной
Мустафа Эль-Хаддауи играл за Марокко на футбольном турнире летних Олимпийских игр 1984 года в США, где провёл два матча: с ФРГ и Саудовской Аравией.
Эль-Хаддауи был включён в состав сборной Марокко на чемпионат мира по футболу 1986 года в Мексике, где сыграл в трёх играх: группового этапа с Польшей и Португалией, а также 1/8 финала с ФРГ.
На чемпионате мира 1994 года в США Эль-Хаддауи появился на поле лишь в одном матче, выйдя в стартовом составе в игре с Бельгией.

## Достижения
Раджа Касабланка
- Обладатель Кубка Марокко: 1981/82